# اریک نازاریان
اریک نازاریان (ارمنی: Էրիկ Նազարյան؛ انگلیسی: Eric Nazarian؛ زادهٔ ۱ ژانویهٔ ۱۹۵۳) کارگردان فیلم، و فیلم‌نامه‌نویس اهل ارمنستان-ایالات متحده آمریکا است.

## زندگی‌نامه
وی در ارمنستان به دنیا آمد و در کودکی به ایالات متحده آمریکا مهاجرت کرد. وی از دانشگاه هنرهای سینمایی یواس‌سی فارغ‌التحصیل شد. وی در سال ۲۰۰۸ برندهٔ کمک هزینه تحصیلی نیکول آکادمی علوم و هنرهای سینما شد.

## گزیده فیلمشناسی
از فیلم‌ها یا برنامه‌های تلویزیونی که وی در آن نقش داشته‌است می‌توان به ساعت آبی‌رنگ (۲۰۰۷) اشاره کرد.